# Arif Bulkan
Christopher Arif Bulkan (Georgetown, 25 de marzo de 1967) es un abogado guyanés, defensor de los derechos humanos. Entre 2019 y 2022 fue miembro del Comité de Derechos Humanos de Naciones Unidas, órgano encargado de supervisar el cumplimiento del Pacto Internacional de Derechos Civiles y Políticos. Desde el 1 de enero de 2024 se desempeña como comisionado de la Comisión Interamericana de Derechos Humanos.

## Vida
Arif Bulkan nació en Georgetown. Obtuvo un Máster en Derecho por la University College of London en 1997 y un Doctorado (PhD) en 2008 en la York University (Toronto, Canadá). Su disertación se centró en los derechos territoriales de los pueblos indígenas de Guyana.
En 2009, Bulkan cofundó, junto con Tracy Robinson, el The University of the West Indies Rights Advocacy Project (U-RAP, por sus siglas en inglés). U-RAP tiene como objetivo promover los derechos humanos y la justicia social en el Caribe a través de litigios estratégicos, investigación socio-jurídica y educación legal en colaboración con abogados, académicos, organizaciones de la sociedad civil y estudiantes del Caribe.
Desde 2013 hasta 2016, fue vicedecano de la Facultad de Derecho de la The University of the West Indies. Actualmente, es profesor titular en la misma facultad, donde enseña Derecho Internacional de los Derechos Humanos, Derechos humanos del Caribe, Derecho constitucional y Derecho penal.
A lo largo de su carrera, Bulkan ha sido un defensor comprometido de los derechos de los pueblos indígenas, participando en trabajo legal de las comunidades indígenas en temas de derechos territoriales y de recursos naturales. También ha sido un defensor activo de los derechos de las personas que viven con VIH/SIDA, habiendo redactado evaluaciones nacionales en Guyana sobre el marco legal relacionado con el VIH y participando en la defensa pública regional vinculada al tema.
En 2017, fue nombrado Champion for Change por CARICOM/PANCAP, en reconocimiento a sus contribuciones a la reforma legal para beneficiar a diversas comunidades, incluyendo personas LGBTI, personas con discapacidad y personas que viven con VIH/SIDA.
Bulkan también ha sido un activista y comentarista en temas de gobernanza, constitucionalismo y democracia. Fue miembro del Transparency Institute Guyana Inc. de 2011 a 2015, y ha participado en litigios, defensa y educación pública sobre una variedad de derechos civiles y políticos, incluyendo los derechos de las personas LGBT y en asuntos vinculados a la imposición de la pena capital.
Entre 2019 y 2022, formó parte del Comité de Derechos Humanos de la ONU, el cual es responsable de monitorear la implementación del Pacto Internacional de Derechos Civiles y Políticos.
En 2024, Arif Bulkan fue designado Comisionado de la Comisión Interamericana de Derechos Humanos por la 53.ª Asamblea General de la OEA, para el período de enero de 2024 a diciembre de 2027.En tal contexto, se desempeña como Relator para Pueblos Indígenas y para los siguientes países: Canadá, Dominica, Jamaica, Nicaragua y San Vicente y las Granadinas.